# Lufengpithecus
Lufengpithecus je rod vyhynulých hominidů, žijících ve svrchním miocénu (asi před 7 - 9 miliony let) na území dnešní Číny. Pravděpodobně patří k vývojové linii současných orangutanů.
Ostatky, nalézané od 70. let 20. století v hnědouhelném dole Š’-chuej-pa u města Lu-feng v jihočínské provincii Jün-nan, byly původně přiřazeny dvěma odlišným rodům pod názvy Sivapithecus yunnanesis a Ramapithecus lufengensis. Ramapithecus byl přitom považován za předka moderních lidí, zatímco Sivapithecus za lidoopa. Později však bylo zjištěno, že se jedná o samce a samici jediného rodu s výrazným pohlavním dimorfismem. Pro odlišení od jihoasijských nálezů rodu Sivapithecus, byly v roce 1987 sjednoceny do nového rodu Lufengpithecus.

## Popis
Lufengpithecus byl velkým býložravým hominidem, který dosahoval hmotnosti asi 50 kg. Nalezeno bylo dosud více než 1000 kusů izolovaných zubů, dále několik zlomků dolních čelistí, lebek a kostí končetin. Velké množství nálezů však bylo v odborném tisku popsáno jen okrajově.
Kostra rodu Lufengpithecus nese četné znaky, podobné s moderními orangutany, ale zároveň vykazuje některé rozdíly. Zuby a zejména stoličky se silnou vrstvou skloviny a výrazně zvrásněným povrchem jsou orangutanovi blíže než stoličky rodu Sivapithecus, zatímco morfologie tváře tolik podobná není. Má například méně vystupující čelisti či mnohem širší a spíše hranaté očnice, usazené v porovnání s orangutany dál od sebe.
Vzácně nalézané části postkraniální kostry zahrnují lopatku, klíční kost, vřetenní kost, nártní kost a dva články prstů. Také tyto ostatky se svým utvářením značně podobají kostem moderních orangutanů. Články prstů dobře odpovídají adaptaci na plně stromový život. Jsou dlouhé a silně zakřivené, takže umožňují silný úchop a ručkování v závěsu na větvích. Lufengpithecus se tedy již byl schopný pohybovat jako moderní orangutan, na rozdíl od staršího Sivapitéka.

## Druhy
V současnosti jsou rozeznávány tři druhy, které se od sebe liší velikostí těla a místem výskytu. Všechny nálezy pocházejí pouze z provincie Jün-nan v jižní Číně. Druh Lufengpithecus chiangmuanensis z Thajska byl po přezkoumání přesunut do nově vytvořeného rodu Khoratpithecus jako Khoratpithecus chiangmuanensis.
Lufengpithecus lufengensis je díky intenzivním výzkumům v 70. letech 20. století nejlépe známým druhem rodu Lufengpithecus a je doložen i několika nálezy postkraniální kostry. Jeho ostatky pocházejí z hnědouhelné pánve Š’-chuej-pa u města Lu-feng. Tento druh žil podle starších předpokladů asi před 8 - 9 miliony let, avšak novější analýzy udávají stáří jen 6 - 7 milionů let.
Lufengpithecus keiyuanensis je druh, který byl zachycen v hnědouhelném dole Siao-lung-tchan poblíž města Kchaj-jüan již v roce 1956, původně byl však popsán pod názvem Dryopithecus keiyuanensis. Nálezy jsou paleomagneticky datované do doby před 8,3 miliony let, ovšem podle biostratigrafie by měly být staré až 10 milionů let.
Lufengpithecus hudienensis je nejnověji rozeznaným druhem, jehož početné ostatky jsou nacházeny na několika lokalitách v oblasti Jüan-mou (Pao-c’-tung-čching, Chu-tie-liang-c’, Fang-pej-liang-c’ a Ta-šu-čching-liang-c’), ve vrstvách starých 7,2 - 8,2 milionů let. Dobře dochovaná lebka nedospělého jedince ze stejné oblasti byla popsána jako Lufengpithecus yuanmouensis, přestože se patrně jedná o tentýž druh. Většina nalezeného materiálu však zatím nebyla publikována.
K poslední oblasti s nálezy rodu Lufengpithecus patří lokalita Jang-i u města Pao-šan, nálezy ovšem dosud nebyly dostatečně publikovány. Ostatky objevené v roce 1992 nebyly zatím připsány žádnému konkrétnímu druhu. Předpokládá se, že jsou staré jen asi 3 - 5 milionů let. Pokud by se toto stáří potvrdilo, byl by Lufengpithecus jedním z posledních vyhynulých hominoidů v Eurasii.
K rodu Lufengpithecus by mohl patřit i zlomek spodní čelisti, nalezený v roce 1947 na lokalitě Wu-tu v provincii Kan-su ve střední Číně. Popsán byl až v roce 1988 jako Dryopithecus wuduensis. Datován je do doby před 6 - 8 miliony let.

## Fylogeneze
Fylogenetická pozice rodu Lufengpithecus není v současné době zcela jasná. Převážná většina odborníků jej řadí do vývojové linie orangutanů, ačkoliv by mohl být i součástí slepé vývojové větve bez vazby na žijící hominidy. Velká část znaků na kostře odpovídá příbuznosti s rodem Pongo (orangutan) objevují se ovšem i charakteristiky, typické spíše pro evropské hominidy (například rod Dryopithecus). Lufengpitecus se orangutanovi více podobá morfologií zubů, zatímco Sivapithecus je mu bližší stavbou tváře. Přesnější příbuzenské vazby rodů Sivapithecus, Lufengpithecus a Pongo však zatím nelze určit.

## Kontroverze
Rodu Lufengpithecus může patřit i zlomek spodní čelisti, nalezený roku 1984 v jeskyni Lung-ku-pcho v okresu Wu-šan při východní hranici provincie S’-čchuan. Tento zlomek, zachycený společně s kostmi dalších savců včetně rodu Gigantopithecus byl datován až do časného pleistocénu (před 1,8 - 2 miliony let) a popsán jako Homo erectus wushanensis. V případě, že by nalezená čelist byla lidská, jednalo by se o nejstarší doklad přítomnosti rodu Homo v Číně. Tuto teorii podporuje i nález typicky lidského řezáku na téže lokalitě a několik hrubě opracovaných kamenů. Nález by posouval počátek výskytu rodu Homo v Asii téměř o jeden milion let, což by mohlo svědčit o původu lidstva v Asii spíše než v Africe.
Nález je ovšem problematický, protože zuby v čelisti jsou ve srovnání s jinými nálezy druhu Homo erectus archaičtější. Většina autorů je po přezkoumání pokládá za ostatky lidoopa, nikoliv člověka a řadí je často právě do rodu Lufengpithecus. Lidský řezák může pocházet i od druhu Homo sapiens a mohl se do jeskyně dostat později, jako intruze. Stejně tomu mohlo být i v případě kamenných nástrojů, které jsou ovšem mnoha autory pokládány spíše za přírodní výtvory (takzvané eolity).
V případě že v jeskyni Lung-ku-pcho byla skutečně nalezena čelist rodu Lufengpithecus, posunula by se hranice výskytu tohoto hominida výrazně směrem k současnosti, až na rozhraní pliocénu a pleistocénu.